# 웨이 아웃 (비디오 게임)
《웨이 아웃》(A Way Out)은 헤이즈라이트 스튜디오가 개발하고 일렉트로닉 아츠가 자사의 EA 오리지널스 프로그램 하에 배급한 액션 어드벤처 게임이다. 브라더스: 어 테일 오브 투 선즈 이후 Josef Fares 감독의 두 번째 비디오 게임이다. 이 게임은 일인용 옵션이 없다. 즉, 온라인 또는 2명 간 로컬 스플릿 화면 협동으로만 플레이가 가능하다. 이 게임은 2018년 3월 23일 마이크로소프트 윈도우, 플레이스테이션 4, 엑스박스 원용으로 출시되었으며 2주만에 100만 본 이상이 판매되었다.

## 게임플레이
웨이 아웃은 3인칭 시점에서 플레이되는 액션 어드벤처 게임이다. 스플릿 화면 협동 플레이용으로만 설계되었으므로 로컬이나 온라인 플레이를 통해 다른 플레이어와 플레이하여야 함을 의미한다. 게임에서 플레이어는 레오(Leo)와 빈센트(Vincent)를 통제하며 이 둘은 유죄 판결을 받은 죄수들로서 탈옥하여 권위기관들로부터 탈출하여야 한다. 두 주인공들의 이야기가 동시에 진행되지만 그 진행 자체가 동기되지 않을 수 있는데, 한 플레이어가 자신의 캐릭터를 통제하는 동안 다른 플레이어는 컷씬을 주시하고 있을 수 있다.

## 평가
웨이 아웃은 리뷰 애그리게이터 메타크리틱에 따르면 대체적으로 긍정적인 평가를 받았다. 2주 안에 100만 본 이상이 판매되었다.